# Saint-Pancrace, Dordogne
Saint-Pancrace är en kommun i departementet Dordogne i regionen Nouvelle-Aquitaine i sydvästra Frankrike. Kommunen ligger i kantonen Champagnac-de-Belair som tillhör arrondissementet Nontron. År 2022 hade Saint-Pancrace 150 invånare.

## Befolkningsutveckling
Antalet invånare i kommunen Saint-Pancrace
Referens:INSEE